# Julio Suazo (Fußballspieler, 1954)
Julio Humberto Suazo Martínez (* 1. März 1954 in Chillán) ist ein ehemaliger chilenischer Fußballspieler und -trainer. Der Mittelfeldspieler absolvierte ein Länderspiel für die Nationalmannschaft Chiles.

## Karriere

### Verein
Julio Suazo, auch Obrero genannt, kam 1972 in die Jugend von Unión Española und debütierte 1972 im Profifußball. 1974 wechselte er zum CD Magallanes, wo er die längste Zeit seiner Laufbahn spielte. Mit einer zweijährigen Unterbrechung beim CD Huachipato 1977 und 1978 blieb er sonst bis 1984 bei Magallanes. Das Team bekam in den 1980er Jahren den Beinamen Los Comandos unter Trainer Eugenio Jara. Nach seinem Wechsel zum CD Cobresal 1985 qualifizierte sich Suazo mit dem Wüstenklub für die Copa Libertadores 1986, bei der Cobresal in der Gruppenphase ohne Niederlage ausschied. 1987 gewann der Klub mit Suazo die Copa Chile. Seine letzten Karrierejahre verbrachte der Mittelfeldspieler beim CD Palestino, mit dem er 1989 aus der Segunda División als zweiter in die Primera División aufstieg. 1992 beendete er seine Profikarriere.
Nach seiner aktiven Karriere war Suazo als Jugendtrainer bei seinen früheren Vereinen Cobresal, Palestino und Magallanes tätig. Cheftrainer war er 2000 bei Ñublense und 2008 beim AC Barnechea.

### Nationalmannschaft
Für die Nationalmannschaft Chiles absolvierte Julio Suazo im Dezember 1987 sein einziges Länderspiel. Bei der 1:2-Niederlage im Freundschaftsspiel gegen Brasilien stand er die volle Spielzeit auf dem Feld.

### Erfolge
Cobresal
- Copa Chile: 1987